# Ralph D. Stacey

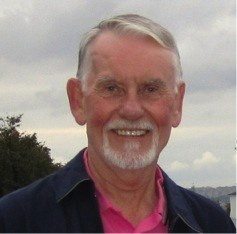
Ralph D. Stacey, 2012

Ralph Douglas Stacey (* 10. September 1942 in Johannesburg; † 4. September 2021) war ein britischer Organisationstheoretiker und Professor für Management an der Hertfordshire Business School der University of Hertfordshire im Vereinigten Königreich und einer der Pioniere der Erforschung der Implikationen der Naturwissenschaften der Komplexität für das Verständnis menschlicher Organisationen und dessen Management. Er ist vor allem für seine Schriften zur Theorie von Organisationen als komplexe, reaktionsfähige Systeme bekannt.

## Schriften (Auswahl)
- Ralph D. Stacey: Complexity and Creativity in Organizations. Berrett-Koehler Publishers, San Francisco 1996, ISBN 978-1-881052-89-0 (englisch, archive.org).
- Ralph D. Stacey: Strategic Management and Organisational Dynamics: the challenge of complexity to ways of thinking about organisations. 6. Auflage. Pearson Education, London 2011, ISBN 978-0-273-70811-7 (englisch).
- Ralph D. Stacey: The Tools and Techniques of Leadership and Management: Meeting the challenge of complexity. Routledge, London 2012, ISBN 978-0-415-53118-4 (englisch).